# Anytime
「anytime」為2008年1月23日發行之日本歌手・倖田來未第39th單曲

## 附註
- 本作為2008年1月30日發行的專輯『Kingdom』的先行單曲。採完全限定生產模式發行。
- 「anytime」為麒麟啤酒廣告曲、music.jp電視廣告曲，描寫戀愛中的女性心情的歌曲。
- B面曲的「Bounce」為舞曲，未收錄於專輯中。

## 發行版本
（皆為完全限量生產）
- CD+DVD
- CD ONLY

## 曲目

### CD
1. anytime
作詞：Kumi Koda　作曲・編曲：Hideya Nakazaki
2. Bounce
作詞：Kumi Koda　作曲：Anthony Anderson、Steve Smith、Chin Injetib
3. anytime（FreeTEMPO Remix）
4. anytime（instrumental）
5. Bounce（instrumental）

### DVD
1. anytime（MUSIC VIDEO～Single version～）
專輯中的DVD收錄為不同版本。
2. anytime（MAKING VIDEO）
3. Kingdom VJ MIX
專輯「Kingdom」收錄的音樂錄影帶集錦。